# Martina Weil
Martina Weil, född 12 juli 1999, är en friidrottare från Chile. Hon deltog vid olympiska sommarspelen 2024.